# حسيك شبه كليل
حسيك شبه كليل (الاسم العلمي:Arrhenatherum submuticum) هو نوع نباتي يتبع جنس الحسيك من فصيلة النجيلية.